# Pro Bowl 2006
Match précédent Match suivant
Le AFC-NFC Pro Bowl 2006 est le Match des étoiles de football américain de la National Football League pour la saison 2005. Il se joue au Aloha Stadium d'Honolulu le 12 février 2006 entre les meilleurs joueurs des deux conférences de la NFL, la National Football Conference et l'American Football Conference. La rencontre est remportée sur le score de 38 à 27 par l'équipe représentant l'National Football Conference.

## Équipe de l'AFC
C'est Mike Shanahan, entraîneur principal des Broncos de Denver qui dirigera l'équipe de l'AFC.

### Attaque
| Position         | Titulaires                                           | Réserves                                                  | Remplaçants                                                                    |
| ---------------- | ---------------------------------------------------- | --------------------------------------------------------- | ------------------------------------------------------------------------------ |
| Quarterback      | 18 Peyton Manning, Colts                             | 12 Tom Brady, Patriots b 9 Carson Palmer, Bengals b       | 16 Jake Plummer, Broncos a b 10 Trent Green, Chiefs a 9 Steve McNair, Titans a |
| Running back     | 32 Edgerrin James, Colts                             | 27 Larry Johnson, Chiefs 21 LaDainian Tomlinson, Chargers |                                                                                |
| Fullback         | 41 Lorenzo Neal, Chargers                            |                                                           |                                                                                |
| Wide receiver    | 88 Marvin Harrison, Colts 85 Chad Johnson, Bengals   | 84 Chris Chambers, Dolphins 80 Rod Smith, Broncos         |                                                                                |
| Tight end        | 85 Antonio Gates, Chargers                           | 88 Tony Gonzalez, Chiefs                                  |                                                                                |
| Offensive tackle | 71 Willie Anderson, Bengals 77 Willie Roaf, Chiefs b | 78 Tarik Glenn, Colts                                     | 75 Jonathan Ogden, Ravens a                                                    |
| Offensive guard  | 66 Alan Faneca, Steelers 68 Will Shields, Chiefs     | 54 Brian Waters, Chiefs                                   |                                                                                |
| Center           | 63 Jeff Saturday, Colts                              | 64 Jeff Hartings, Steelers                                |                                                                                |

### Défense
| Position           | Titulaires                                            | Réserves                       | Remplaçants                    |
| ------------------ | ----------------------------------------------------- | ------------------------------ | ------------------------------ |
| Defensive end      | 93 Dwight Freeney, Colts 99 Jason Taylor, Dolphins b  | 56 Derrick Burgess, Raiders c  | 93 Kyle Vanden Bosch, Titans a |
| Defensive tackle   | 99 Marcus Stroud, Jaguars 76 Jamal Williams, Chargers | 93 Richard Seymour, Patriots b | 98 Casey Hampton, Steelers a   |
| Outside linebacker | 59 Cato June, Colts 56 Shawne Merriman, Chargers      | 55 Joey Porter, Steelers       |                                |
| Inside linebacker  | 56 Al Wilson, Broncos                                 | 54 Zach Thomas, Dolphins       | 51 Jonathan Vilma, Jets a      |
| Cornerback         | 24 Champ Bailey, Broncos 24 Deltha O'Neal, Bengals    | 24 Ty Law, Jets                |                                |
| Free safety        | 21 Bob Sanders, Colts                                 | 47 John Lynch, Broncos         |                                |
| Strong safety      | 43 Troy Polamalu, Steelers                            |                                |                                |

### Équipes spéciales
| Position       | Titulaires                  | Réserves | Remplaçants |
| -------------- | --------------------------- | -------- | ----------- |
| Punter         | 8 Brian Moorman, Bills      |          |             |
| Placekicker    | 17 Shayne Graham, Bengals   |          |             |
| Kick returner  | 13 Jerome Mathis, Texans    |          |             |
| Special teamer | 31 Hanik Milligan, Chargers |          |             |
| Long snapper   | 54 Mike Schneck, Bills      |          |             |

## Equipe de la NFC
C'est John Fox, entraîneur principal des Panthers de la Caroline qui dirigera l'équipe de l'NFC.

### Attaque
| Position         | Titulaires                                            | Réserves                                           | Remplaçants                  |
| ---------------- | ----------------------------------------------------- | -------------------------------------------------- | ---------------------------- |
| Quarterback      | 8 Matt Hasselbeck, Seahawks                           | 17 Jake Delhomme, Panthers 7 Michael Vick, Falcons |                              |
| Running back     | 37 Shaun Alexander, Seahawks                          | 21 Tiki Barber, Giants 28 Warrick Dunn, Falcons    |                              |
| Fullback         | 38 Mack Strong, Seahawks                              |                                                    |                              |
| Wide receiver    | 89 Santana Moss, Redskins 89 Steve Smith, Panthers    | 11 Larry Fitzgerald, Cardinals 81 Torry Holt, Rams |                              |
| Tight end        | 83 Alge Crumpler, Falcons                             | 80 Jeremy Shockey, Giants b                        | 82 Jason Witten, Cowboys a   |
| Offensive tackle | 71 Walter Jones, Seahawks 76 Orlando Pace, Rams       | 60 Chris Samuels, Redskins                         |                              |
| Offensive guard  | 73 Larry Allen, Cowboys 76 Steve Hutchinson, Seahawks | 68 Mike Wahle, Panthers                            |                              |
| Center           | 57 Olin Kreutz, Bears b                               | 65 LeCharles Bentley, Saints c                     | 61 Robbie Tobeck, Seahawks a |

### Défense
| Position           | Titulaires                                               | Réserves                      | Remplaçants                 |
| ------------------ | -------------------------------------------------------- | ----------------------------- | --------------------------- |
| Defensive end      | 90 Julius Peppers, Panthers 92 Michael Strahan, Giants   | 72 Osi Umenyiora, Giants      |                             |
| Defensive tackle   | 92 Shaun Rogers, Lions 91 Tommie Harris, Bears           | 75 Rod Coleman, Falcons b     | 97 La'Roi Glover, Cowboys a |
| Outside linebacker | 56 Keith Brooking, Falcons 55 Derrick Brooks, Buccaneers | 55 Lance Briggs, Bears        |                             |
| Inside linebacker  | 54 Brian Urlacher, Bears b                               | 54 Jeremiah Trotter, Eagles c | 51 Lofa Tatupu, Seahawks a  |
| Cornerback         | 20 Ronde Barber, Buccaneers 21 DeAngelo Hall, Falcons    | 31 Nathan Vasher, Bears       |                             |
| Free safety        | 42 Darren Sharper, Vikings                               |                               |                             |
| Strong safety      | 31 Roy Williams, Cowboys                                 | 30 Mike Brown, Bears b        | 20 Brian Dawkins, Eagles a  |

### Équipes spéciales
| Position       | Titulaires                 | Réserves | Remplaçants |
| -------------- | -------------------------- | -------- | ----------- |
| Punter         | 9 Josh Bidwell, Buccaneers |          |             |
| Placekicker    | 1 Neil Rackers, Cardinals  |          |             |
| Kick returner  | 18 Koren Robinson, Vikings |          |             |
| Special teamer | 85 David Tyree, Giants     |          |             |
| Long snapper   | 88 Mike Bartrum, Eagles    |          |             |

Notes :
a Remplacé en sélection à la suite d'une blessure ou désistement
b Joueur blessé; sélectionné mais n'a pas joué
c Titulaire remplacé; sélectionné comme réserve

## Sélections par équipe
| Équipe AFC                         | Sélections | Équipe NFC                    | Sélections |
| ---------------------------------- | ---------- | ----------------------------- | ---------- |
| Colts d'Indianapolis               | 7          | Seahawks de Seattle           | 7          |
| Chiefs de Kansas City              | 6          | Bears de Chicago              | 6          |
| Chargers de San Diego              | 6          | Falcons d'Atlanta             | 6          |
| Broncos de Denver                  | 5          | Giants de New York            | 5          |
| Steelers de Pittsburgh             | 5          | Panthers de la Caroline       | 4          |
| Bengals de Cincinnati              | 5          | Cowboys de Dallas             | 4          |
| Dolphins de Miami                  | 3          | Buccaneers de Tampa Bay       | 3          |
| Titans du Tennessee                | 2          | Eagles de Philadelphie        | 3          |
| Patriots de la Nouvelle-Angleterre | 2          | Vikings du Minnesota          | 2          |
| Bills de Buffalo                   | 2          | Redskins de Washington        | 2          |
| Jets de New York                   | 2          | Rams de Saint-Louis           | 2          |
| Ravens de Baltimore                | 1          | Cardinals de l'Arizona        | 2          |
| Jaguars de Jacksonville            | 1          | Lions de Détroit              | 1          |
| Texans de Houston                  | 1          | Saints de La Nouvelle-Orléans | 1          |
| Raiders d'Oakland                  | 1          | Packers de Green Bay          | 0          |
| Browns de Cleveland                | 0          | 49ers de San Francisco        | 0          |